# Ali Berber
Ali Berber (bürgerlich: Mehmet Ali Berber) (* 1986 in Saarbrücken) ist ein deutscher Schauspieler in Theater, Film und Fernsehen. Er spielte u. a. die Hauptrolle in der Inszenierung von Othello und Danton in Dantons Tod am saarländischen Staatstheater, sowie Romeo am Staatstheater Darmstadt.

## Leben
Ali Berber, 1986 in Saarbrücken geboren, absolvierte eine Schauspielausbildung an der Hochschule für Musik, Theater und Medien in Hannover. Seitdem hatte er zahlreiche Engagements u. a. in Hannover, Göttingen, Heidelberg und Saarbrücken. Auch in Film und Fernsehen ist der Schauspieler aktiv. Neben verschiedenen Tatorten ist er im Spielfilm Tod einer Polizistin sowie in verschiedenen Kurzfilmen und Filmen zu sehen.
Seine Mutter ist Ikbal Berber, sein Vater Nurettin Berber. Er hat ein Schwester, Nil Berber, sowie einen Bruder, Kerem Berber.

## Filmografie

### Fernsehen und Streaming
- 2006: Tatort Saarbrücken – Der Tote vom Straßenrand
- 2012: Tod einer Polizistin
- 2012: Tatort Saarbrücken – Melinda
- 2013: Notruf Hafenkante
- 2015: SOKO Köln
- 2017: Tatort Saarbrücken – Mord ex Machina
- 2023: Katharina Tempel – Was wir fürchten
- 2024: SOKO Köln – Freiheit

### Kinofilme
- 2018: Das Statut
- 2018: Monolith
- 2021: The Ordinairies
- 2022: Geister
- 2023: Der Fall
- 2025: Bernd – Operation Germanenkind

### Kurzfilme
- 2005: Weiße Neger
- 2006: Store Wars
- 2006: Yuri
- 2012: Anni
- 2015: Fisch über Bord
- 2015: Slap in the Park
- 2016: Amnesty international – Der Verurteilte
- 2021: Somnambule
- 2023: Bis Freitag

## Theater
- 2013: Verrücktes Blut – Deutsches Theater Göttingen
- 2013: Bonnie und Clyde – Junges Theater Heidelberg
- 2013: Pünktchen und Anton – Junges Theater Heidelberg
- 2014–2015: Festengagemnet – Junges Theater Göttingen
- 2015–2016: Drei Haselnüsse für Aschenbrödel – Saarländisches Staatstheater
- 2016–2017: Otello – Saarländisches Staatstheater
- 2016: Geächtet – Stadttheater Ingolstadt
- 2016: Ronja Räubertochter – Saarländisches Staatstheater
- 2017: Dantons Tod – Saarländisches Staatstheater
- 2017: Othello – Saarländisches Staatstheater
- 2018: Kafkas Haus – Saarländisches Staatstheater
- 2019: Hexenjagd – Saarländisches Staatstheater
- 2020: Wie ein König – Kinneksbond Luxemburg
- 2021: Bunbury – Staatstheater Darmstadt
- 2022: Romeo und Julia – Staatstheater Darmstadt
- 2023: Asoziales Wohnen – Hinterbühne Saarbrücken
- 2023: Wilhelm Tell – Im Reich des Schmerzes – Staatstheater Darmstadt
- 2024: PEMBO – Halb und hald macht doppelt glücklich! – Staatstheater Wiesbaden

## Auszeichnungen und Nominierungen
- 2012: Ensemblepreis und Preis der Studierenden beim Theatertreffen deutschsprachiger Schauspielstudierender.
- 2017: SponsorClub Preis des Saarlandes